# تسوفتگن
تسوفتگن (به فرانسوی: Zoufftgen) یک کمون در فرانسه است که در Canton of Cattenom واقع شده‌است.

## خصوصیات
تسوفتگن ۱۶٫۷ کیلومترمربع مساحت و ۶۰۸ نفر جمعیت دارد و ۲۲۰ متر بالاتر از سطح دریا واقع شده‌است.